# Castellia
Castellia là một chi thực vật có hoa trong họ Hòa thảo (Poaceae).

## Loài
Chi Castellia gồm các loài: